# Meio Stuart
Meio Stuart é um meio de cultura utilizado para transporte de materiais. Ele conserva microorganismos como Haemophilus spp., Pneumococcus, Salmonella spp., Shigella spp. e outros. O meio de Stuart não possui uma fonte de nitrogênio. Possui coloração branca opalescente.